# Six Jours de Milan
Les Six Jours de Milan (en italien : Sei Giorni di Milano) sont une course cycliste de six jours disputée à Milan, en Italie. 
Les premiers Six Jours de Milan sont disputés en 1927 et sont remportés par Costante Girardengo et Alfredo Binda. Une deuxième édition a lieu l'année suivante, éditions organisées par Robert Coquelle,.La course n'est ensuite plus organisée jusqu'en 1961. Elle a lieu annuellement jusqu'en 1973, puis de 1976 à 1984 et de 1996 à 1999.
Les Six Jours ont de nouveau été organisés en novembre 2008 et remporté par Joan Llaneras et Paolo Bettini, dont c'était la dernière compétition. L'édition 2009 est annulée.

## Palmarès

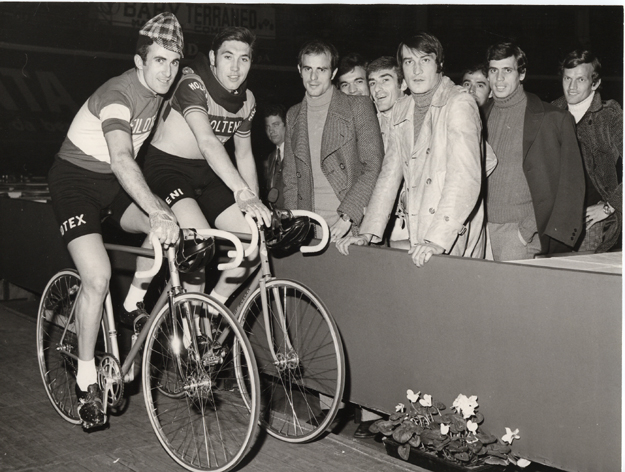
Franco Bitossi et Eddy Merckx pendant les Six Jours de Milan en 1971

| Année   | Vainqueur                           | Deuxième                            | Troisième                               |
| ------- | ----------------------------------- | ----------------------------------- | --------------------------------------- |
| 1927    | Costante Girardengo Alfredo Binda   | Domenico Piemontesi Piet van Kempen | Pietro Bestetti Alfredo Dinale          |
| 1928    | Costante Girardengo Pietro Linari   | Onésime Boucheron Alessandro Tonani | Lucien Choury Louis Fabre               |
| 1929-60 | Non-disputés                        | Non-disputés                        | Non-disputés                            |
| 1961    | Ferdinando Terruzzi Reginald Arnold | Peter Post Rik Van Looy             | Walter Bucher Fritz Pfenninger          |
| 1962    | Rik Van Steenbergen Emile Severeyns | Reginald Arnold Ferdinando Terruzzi | Peter Post Rik Van Looy                 |
| 1963    | Peter Post Ferdinando Terruzzi      | Klaus Bugdahl Fritz Pfenninger      | Rik Van Steenbergen Emile Severeyns     |
| 1964    | Rik Van Steenbergen Leandro Faggin  | Peter Post Ferdinando Terruzzi      | Palle Lykke Jensen Fritz Pfenninger     |
| 1965    | Rik Van Steenbergen Gianni Motta    | Peter Post Ferdinando Terruzzi      | Dieter Kemper Horst Oldenburg           |
| 1966    | Peter Post Gianni Motta             | Freddy Eugen Palle Lykke Jensen     | Leandro Faggin Patrick Sercu            |
| 1967    | Peter Post Gianni Motta             | Klaus Bugdahl Patrick Sercu         | Leandro Faggin Sigi Renz                |
| 1968    | Peter Post Gianni Motta             | Rudi Altig Felice Gimondi           | Dieter Kemper Horst Oldenburg           |
| 1969    | Dieter Kemper Horst Oldenburg       | Eddy Merckx Patrick Sercu           | Michele Dancelli Peter Post             |
| 1970    | Dieter Kemper Norbert Seeuws        | Klaus Bugdahl Sigi Renz             | Romain Deloof Fritz Pfenninger          |
| 1971    | Eddy Merckx Julien Stevens          | Gianni Motta Peter Post             | Erich Spahn Fritz Pfenninger            |
| 1972    | Felice Gimondi Sigi Renz            | Gianni Motta Patrick Sercu          | Carlo Rancati Alain Van Lancker         |
| 1973    | Patrick Sercu Julien Stevens        | Gianni Motta Alain Van Lancker      | Felice Gimondi Sigi Renz                |
| 1974-75 | Non-disputés                        | Non-disputés                        | Non-disputés                            |
| 1976    | Francesco Moser Patrick Sercu       | Felice Gimondi Rik Van Linden       | Albert Fritz Wolfgang Schulze           |
| 1977    | Felice Gimondi Rik Van Linden       | Freddy Maertens Marc Demeyer        | Francesco Moser René Pijnen             |
| 1978    | Francesco Moser René Pijnen         | Giuseppe Saronni Patrick Sercu      | Donald Allan Felice Gimondi             |
| 1979    | Francesco Moser René Pijnen         | Albert Fritz Wilfried Peffgen       | Patrick Sercu Felice Gimondi            |
| 1980    | Giuseppe Saronni Patrick Sercu      | Albert Fritz René Pijnen            | Roger De Vlaeminck Alfons De Wolf       |
| 1981    | Francesco Moser Patrick Sercu       | Albert Fritz René Pijnen            | Donald Allan Danny Clark                |
| 1982    | Giuseppe Saronni René Pijnen        | Francesco Moser Patrick Sercu       | Maurizio Bidinost Urs Freuler           |
| 1983    | Francesco Moser René Pijnen         | Moreno Argentin Patrick Sercu       | Maurizio Bidinost Urs Freuler           |
| 1984    | Francesco Moser René Pijnen         | Guido Bontempi Dietrich Thurau      | Roman Hermann Horst Schütz              |
| 1985-95 | Non-disputés                        | Non-disputés                        | Non-disputés                            |
| 1996    | Silvio Martinello Marco Villa       | Kurt Betschart Bruno Risi           | Pierangelo Bincoletto Giovanni Lombardi |
| 1997    | Silvio Martinello Marco Villa       | Kurt Betschart Bruno Risi           | Adriano Baffi Gianni Bugno              |
| 1998    | Silvio Martinello Etienne De Wilde  | Adriano Baffi Andreas Kappes        | Matthew Gilmore Marco Villa             |
| 1999    | Silvio Martinello Marco Villa       | Adriano Baffi Andreas Kappes        | Andrea Collinelli Jimmi Madsen          |
| 2000-07 | Non-disputés                        | Non-disputés                        | Non-disputés                            |
| 2008    | Paolo Bettini Joan Llaneras         | Filippo Pozzato Luke Roberts        | Sebastián Donadio Walter Pérez          |